# 马提亚尔
马提亚尔，全名马库斯·瓦莱里乌斯·马提亚利斯（拉丁語：Marcus Valerius Martialis，38至41年—102年至104年），古罗马文学家，生于西班牙，长期居住罗马，曾經往返于西班牙至罗马城两地。早年生活贫寒，后來凭借诗歌而闻名于世。其作品取材广泛，短小精悍，經常为时人所称道，其作品亦流传至今。主要作品为《警句诗集》十二卷，一千五百余首，其中部分内容有阿谀权贵之处，但大部分抨击当时罗马社会不良习俗，嘲笑富人的卑鄙贪婪，同情贫民和奴隶。他的讽刺短诗，简短生动，含蓄突兀，富于机智和讽刺，别具特色，成为欧洲文学中古代警句体裁的典范。

## 扩展阅读
- 本条目包含来自公有领域出版物的文本: Chisholm, Hugh (编).  (第11版). London: Cambridge University Press. 1911.
- J. P. Sullivan. Martial: the unexpected classic (1991)